# Первая леди Мату-Гросу-ду-Сул
Первая леди Мату-Гросу-ду-Сул (португальский: Primeira-dama do Mato Grosso do Sul) — титул, который используют жены губернатора штата Мату-Гросу-ду-Сул в Бразилии. Первой эту должность заняла Амелия Сантана, жена первого губернатора Гарри Аморима Косты . Нынешняя первая леди Мату-Гросу-ду-Сул - Фатима Азамбуджа, жена Рейнальдо Азамбуджи . 1 января 2023 года Моника Ридель станет первой леди, когда ее муж Эдуардо Ридель будет приведен к присяге в качестве губернатора штата.
Как правило, первые леди Мату-Гросу-ду-Сул, помимо того, что служат хозяйкой штата и сопровождают губернатора на мероприятиях, занимаются активной деятельностью и поддерживают общественные дела в интересах населения штата.

## Первые леди
1. Амелия Сантана
2. Мария Антонина Кансаду Соареш [1] [2]
3. Ильда Сальгадо [3]
4. Мария Апаресида Педросян [4] [5]
5. Нелли Мартинс [6] [7]
6. Файрте Тебет [8]
7. Мария Антонина Кансаду Соарес [2]
8. Мария Апаресида Педросян [4]
9. Нелли Мартинс
10. Джильда Гомес
11. Элизабет Мария Мачадо
12. Фатима Азамбуджа
13. Моника Ридель